# Liste von Kriminalsoziologen
In dieser Liste von Kriminalsoziologen werden Fachwissenschaftler aufgeführt, die das Phänomen Kriminalität überwiegend als ein Teilphänomen der Soziologie untersuchen. In Deutschland waren und sind Lehrstühle für Kriminalsoziologie selten, als Beispiele aus der jüngsten Vergangenheit können vor allem die ehemaligen Lehrstuhlinhaber des mittlerweile aufgelösten Instituts für Kriminologische Sozialforschung in Hamburg genannt werden. Ansonsten sind die Kriminologie-Lehrstühle in Deutschland mit wenigen Ausnahmen von Rechtswissenschaftlern besetzt – was jedoch nicht bedeutet, dass diese die Kriminologie nicht ebenfalls als eine Sozialwissenschaft begreifen. Allerdings wird die Kriminalsoziologie von ihnen meist lediglich als eine von mehreren Bezugswissenschaften der Kriminologie angesehen. International werden dagegen Lehrstühle für Kriminologie meist durch Sozialwissenschaftler besetzt, was jedoch nicht bedeutet, dass nicht auch hier die Kriminologie verbreitet als eine multidisziplinäre Wissenschaft verstanden wird, die mehr als nur die Kriminalsoziologie als Anknüpfungspunkte (daneben etwa auch Geschichtswissenschaft, Rechtswissenschaft und Psychologie) umfasst. Die meisten kriminalsoziologischen Impulse stammen aus den USA, daher gibt es in dieser Liste ein deutliches Übergewicht US-amerikanischer Forscher.
Neben den Lebensdaten und der Nationalität gibt es in der Liste Stichwörter zu den jeweiligen kriminalsoziologischen Beiträgen der Genannten.

## A
- Freda Adler (* 1934), USA, Frauenkriminalität
- Robert Agnew (* 1953), USA, General Strain Theory
- Ronald L. Akers (1939–2024), USA, Theorie der Differentiellen Verstärkung
- Elijah Anderson (* 1943), USA, Code der Straße

## B
- Howard S. Becker (1928–2023), USA, Etikettierungsansatz
- Marie-Andrée Bertrand (1925–2011), Kanada, feministische Kriminologie
- Alfred Blumstein (* 1930), USA, Häufigkeit und Frequenz von Straftaten im Verlauf krimineller Karrieren
- Michael Bock (1950–2021), Deutschland, qualitative Auswertung der Tübinger Jungtäter-Vergleichsuntersuchung
- John Braithwaite (* 1951), Australien, Reintegrative Shaming
- Manfred Brusten (* 1939), Deutschland, Kritische Kriminologie und Polizeisoziologie
- Robert L. Burgess (1938–2021), USA, Theorie der Differentiellen Verstärkung

## C
- Ruth Shonle Cavan (1896–1993), USA, Forschungen zu sozialökologischen Kriminalitätsursachen
- William J. Chambliss (1933–2014), USA, Marxistische Kriminalitätstheorie
- Marshall B. Clinard (1911–2010), USA, Devianzsoziologie und Wirtschaftskriminalität
- Richard A. Cloward (1926–2001), USA, Weiterentwicklung der Anomietheorie
- Albert K. Cohen (1918–2014), USA, Subkultur-Theorie
- Stanley Cohen (1942–2013), Südafrika/Großbritannien, Moral Panic
- Donald R. Cressey (1919–1987), USA, Fraud Triangle (Betrugs-Dreieck)

## D
- Gerhard Deimling (1934–2017), Deutschland, Straffälligenpädagogik und Straffälligenhilfe
- Aleksandras Dobryninas (* 1955), Litauen, organisiert das interdisziplinäre Kriminologiestudium in Vilnius.
- Émile Durkheim (1858–1917), Frankreich, ursprüngliche Theorie der Anomie

## G
- Diego Gambetta (* 1952), Italien, Forschungen zur Organisierten Kriminalität
- David W. Garland (* 1955), doppelte Staatsbürgerschaft: Vereinigtes Königreich und USA, High Crime Societies
- Willy Gierlichs (1900–1945), Deutschland, Kriminalsoziologie auf Basis der Beziehungslehre des Leopold von Wiese
- Daniel Glaser (1918–2017), USA, Theorie der differentiellen Identifikation
- Sheldon Glueck (1896–1980) und Eleanor Glueck (1898–1972), USA, erste Langzeituntersuchungen von Straftätern
- Erich Goode (* 1938), USA, Moralische Panik
- Michael R. Gottfredson, USA, A General Theory of Crime
- David F. Greenberg (* 1942), USA, Mathematische Kriminologie

## H
- Hans Haferkamp (1939–1987), kriminalsoziologische Handlungstheorie
- John Hagan (* 1946), doppelte Staatsbürgerschaft: Kanada und USA, Gewaltforschung
- Karen Heimer (* 1960), USA, Opfer- und Sanktionsforschung
- Dieter Hermann (* 1951), Deutschland, Konzeption einer allgemeinen Kriminalitätstheorie
- Roger Hood (1936–2020), Vereinigtes Königreich, Kritische Forschungen zur Todesstrafe
- Henner Hess (* 1940), Deutschland, Skizze einer konstruktivistischen Kriminalitätstheorie
- Travis Hirschi (1935–2017), USA, (Selbst-)Kontrolltheorien

## K
- Jack Katz (* 1944), USA, Seductions of Crime
- Susanne Karstedt (* 1949), Deutschland/Vereinigtes Königreich, Alltagskriminalität
- George L. Kelling (1935–2019), USA, Broken-Windows-Theorie
- Joachim Kersten (* 1948), Deutschland, „Männlichkeit“ und Jugendgewalt
- John Itsuro Kitsuse (1923–2003), USA, Etikettierungsansatz
- Susanne Krasmann (* 1961), Deutschland, Kritische Kriminologie
- Reinhard Kreissl (* 1952), Deutschland, Kritische Kriminologie und neurowissenschaftliche Kriminologie

## L
- John H. Laub (* 1953), USA, Entwicklungskriminologie
- Rüdiger Lautmann (* 1935), Deutschland, Kritische Kriminologie
- Edwin M. Lemert (1912–1996), USA, Etikettierungsansatz (sekundäre Devianz)

## M
- Thomas Mathiesen (1933–2021), Norwegen, führender Vertreter des kriminologischen Abolitionismus.
- David Matza (1930–2018), USA, kriminologische Neutralisierungstheorie und Grundlegung der Kritischen Kriminologie
- Henry D. McKay (1899–1980), USA, Theorie der sozialen Desorganisation.
- Robert King Merton (1910–2003), USA, maßgebliche Weiterentwicklung der Anomietheorie
- Steven Messner (* 1951); USA, Weiterentwicklung der Anomietheorie
- Walter B. Miller (1920–2004), USA, Subkulturtheorie

## O
- Dietrich Oberwittler (* 1963), Deutschland, Kriminalgeographie und sozialräumliche Forschung
- Thomas Ohlemacher (1962–2015), Deutschland, Polizeisoziologie
- Lloyd E. Ohlin (1918–2008), USA, Weiterentwicklung der Anomietheorie

## P
- Helge Peters (* 1937), Deutschland, Etikettierungsansatz
- Arno Pilgram (* 1946), Österreich, Kritische Kriminologie

## Q
- Stephan Quensel (* 1936), Deutschland, Sozialwissenschaftliche Suchtforschung
- Richard Quinney (* 1934), USA, Marxistische Kriminalitätstheorie

## R
- Walter C. Reckless (1898–1988), USA, kriminologische Halttheorie
- Robert Reiner (* 1946), Großbritannien, Policing
- Albert J. Reiss (1922–2006), USA, kriminologische Halttheorie
- Richard Rosenfeld (1948–2024), USA, Institutionelle Anomietheorie (IAT)

## S
- Fritz Sack (* 1931), Deutschland, Etikettierungsansatz
- Sebastian Scheerer (* 1950), Deutschland, Skizze einer konstruktivistischen Kriminalitätstheorie
- Clifford R. Shaw (1895–1957), USA, Theorie der sozialen Desorganisation
- Henning Schmidt-Semisch (* 1964), Deutschland, Drogenkriminalität
- Karl F. Schumann (* 1941), Deutschland, Kritische Kriminologie
- Edwin M. Schur (* 1930), USA, Kriminalität ohne Opfer
- Thorsten Sellin (1896–1994), USA, Kulturkonflikttheorie
- Lydia Maria Seus (* 1954), Deutschland, Feministische Kriminologie
- Jonathan Simon (* 1959), USA, Governing Through Crime
- Gerlinda Smaus (1940–2022), Tschechien, Feministische Kriminologie
- Edwin H. Sutherland (1883–1950), USA, Theorie der differentiellen Kontakte und White Collar Crime
- Gresham M. Sykes (1922–2010), USA, kriminologische Neutralisierungstheorie und Gefängnissoziologie
- Denis Szabo (1929–2018), Kanada, Vergleichende Kriminologie

## T
- Frank Tannenbaum (1893–1969), USA, Dramatisierung des Bösen‘ (frühe Form des Etikettierungsansatz)
- Helmut Tausendteufel (* 1960), Deutschland, Intimpartnertötungen
- Terence P. Thornberry, USA, kriminologische Wechselwirkungstheorie
- Frederic Milton Thrasher (1892–1962), USA, Jugendkriminalität und Subkultur
- Charles R. Tittle (1939–2021), USA, Control Balance Theory

## V
- Alex S. Vitale, USA, Kritik der Polizeiarbeit.
- Veli Verkko (1893–1955), Finnland, internationale Vergleichsforschung zu Gewaltdelikten.

## W
- David Weisburd (* 1954), Israel/USA, Kriminalgeographie
- William Foote Whyte (1914–2000), USA, Subkulturtheorie
- James Q. Wilson (1931–2012), USA, Broken-Windows-Theorie
- Marvin E. Wolfgang (1924–1998), USA, Entwicklungskriminologie, Täter-Opfer-Interaktion und Gewaltkriminalität.
- Barbara Wootton (1897–1988), Vereinigtes Königreich, frühe Kriminalsoziologie.

## Y
- Lewis Yablonsky (1924–2014), USA, Subkulturforschung
- Jock Young (1942–2013), Vereinigtes Königreich, Kritische Kriminologie und Cultural Criminology